# Auguste Lavillardière
Auguste Lavillardière OMI (* 4. November 1844 in Void; † 28. Januar 1908 in Lyon) war ein französischer Ordensgeistlicher und Generaloberer der Oblaten der Unbefleckten Jungfrau Maria.
Lavillardière trat im August 1866 in das Noviziat bei den Oblaten in Notre-Dame-de-l’Osier ein. Im August 1867 legte er die ewigen Gelübde ab, denen am 3. Juni 1871 in Avignon die Priesterweihe folgte.
In den folgenden Jahrzehnten war er als Volksmissionar in Südfrankreich tätig und gehörte verschiedenen Kommunitäten an. Von 1897 bis 1900 war er Provinzial der Provinz Süd-Frankreich.
Am 23. September 1906 wählte ihn das Generalkapitel zum Generaloberen der Kongregation. Er folgte dem zurückgetretenen Pater Cassien Augier nach.
Unmittelbar nach seiner Wahl begann er eine Reise durch die europäischen Provinzen der Kongregation. Während dieser Reise erkrankte Lavillardière schwer, so dass er in Lyon bleiben musste und nicht in das Generalhaus in Rom zurückkehren konnte. Er führte die Geschäfte zunächst von Lyon aus weiter, musste jedoch im September 1907 einen Generalvikar einsetzen, an den er die Geschäftsführung übergab.
Auguste Lavillardière verstarb schließlich am 28. Januar 1908 in Lyon.